# Fani Grande
Francisca Grande Serrano, coneguda com a Fani Grande (Massamagrell, 1966) és una escriptora i guionista valenciana.
El 1990 es converteix en presentadora del programa infantil "A la Babalà" de Canal 9, on collirà un gran èxit d'audiència.
En la seua faceta com a escriptora, el 1997 comença la seua activitat com a columnista en Levante EMV amb "Lluna Minvant" i, des de 2000 fins a 2004, a El Mundo CV amb "El Fèmur d'Eva". Després de ser acomiadada en el polèmic ERO de Canal 9 a 2013, intensifica la seua activitat com a escriptora i comunicadora.
El "Fémur d'Eva" es converteix, a partir del 2012, en una referència de la blogosfera pel tractament de temes polítics, socials i de caràcter humanístic. En 2015 es publica en format llibre (Editorial Cientocuarenta), amb el recull dels articles més llegits i de major èxit. Actualment, el llibre va per la seua segona edició.
L'èxit en la literatura infantil li arriba de la mà de "Empar, fallera major infantil", la seua primera obra, que dona inici a la trilogia d'Empar. Les crítiques i el volum de vendes porta a produir la segona edició i el 2016, el llibre rep el Premi als Valors Socials al Festival de Teatre de Torrent. La segona entrega de les aventures arriba amb el llibre “Empar i Jaume el Primet "(Editorial Bromera) en 2018, també premiada al Festival de Teatre de Torrent amb el Premi als Valors Socials. Està prevista la tercera lliurament a l'octubre de 2019.
En 2017 escriu "Jo sóc així i això no és un problema" (Vincle Editorial), on aborda la situació de les persones trans a València, llibre que, amb dues edicions, és un referent per al col·lectiu LGTB.
El 2020 aborda la no ficció infantil amb "La neurona Lectoreta", un llibre il·lustrat per Ortifus i que explica el funcionament del cervell i neix dels cursos d'animació a la lectura que realitza.

## Obra
- 2020 "La neurona Lectoreta"[8] (Edicions del Bullent), il·lustrat per Ortifus
- 2018 “Empar i Jaume el Primet” (Editorial Bromera)
- 2017 “Jo sóc així i això no és un problema” (Vincle Editorial)
- 2016 “Empar, Fallera Major Infantil (Editorial Bromera)
- 2014 “El Fémur de Eva” (Editorial Cientocuarenta)